# 马坡乡 (微山县)
马坡乡是中国山东省济宁市微山县下辖的一个乡。

## 行政区划
马坡乡下辖马西村、马前村、马中村、马东村、马后村、址坊村、泉上村、路庄村、桥上村、西南村、西北村、何庄村、马店村、宗东村、宗西村、石南村、石北村、石东村、石西村、夹坊村、荆南村、荆北村、韩寨村、北苏村、于庄村、马庄村、孙庄村、张庄村、张园村、徐楼村、河口村、姬堂村、潘庄村、南苏村、东李村、东九村、西九村、范庄村、朱集村、曹坊村、胡村、李庄村、黄庄村、东堂村、西堂村、东楼村、西楼村、王庄村、吴庙村、郑庄村、焦庄村、冯庄村、居桥村、寨东村、寨西村、盛楼村、闫庄村、周庄村。